# La traición (telenovela mexicana)
La traición es una telenovela mexicana que se transmitió en 1984 por El Canal de las Estrellas de Televisa. Producida por Ernesto Alonso, fue protagonizada por Helena Rojo, Jorge Vargas y Gonzalo Vega, con las actuaciones antagónicas de Susana Alexander y Sergio Jiménez.

## Sinopsis
En una región de Campeche, un cacique de pueblo mantiene lejos, en una aldea de pescadores, a Arcadio Carvajal, un anciano general revolucionario, al que engaña haciéndole creer que los ideales por los que luchó se llevan a cabo en el pueblo, pero sucede todo lo contrario: el lugar es un nido de corrupción. El gobernante ha otorgado puestos a su familia en la localidad. Después de 4 años del exilio en Francia, Antonia Guerra vuelve a Campeche, en donde ella encontrará el amor, pero también sufrimiento y dolor, en Rafael Del Valle, que está casado con la ambiciosa Estela por conveniencia de ella. Los dos sufrirán por culpa del hermano de Estela, un hombre cruel, sin piedad, ambicioso y sin escrúpulos.

## Elenco
- Helena Rojo - Antonia Guerra
- Jorge Vargas - Rafael del Valle
- Gonzalo Vega - Franco Visconti
- Susana Alexander - Estela Serrano de Del Valle
- Sergio Jiménez - Arturo Serrano
- Emilio Fernández - Gral. Arcadio Carvajal
- Manuel Ojeda - Pino Genovesi
- Gina Romand - Margarita
- José Carlos Ruiz - Cholo
- Gabriela Ruffo - Alicia
- Rebecca Jones - Georgina Guerra
- Alejandro Camacho - Absalón
- Julieta Rosen - Julia Iturralde
- Patricia Reyes Spíndola - Lázara
- Guillermo Aguilar - Gastón
- Nelson Millán - Eduardo del Valle
- Yolanda Ciani - Rebeca Serrano
- Raúl Araiza Herrera - Cristóbal Guerra
- Roxana Chávez - Dalia Serrano
- Ofelia Cano - Gilda
- Fernando Ciangherotti - Miguel Ángel
- Jerardo - Germán
- María Prado - María
- Jorge Ordaz - Laplace
- Ricardo Rivero - Periodista
- Luis Xavier
- José Zambrano - Jefe de policía
- Javier Ruán - Rogelio
- José D'Alvarado - Rendón
- Marco Muñoz - Rodrigo Ruiz
- Aldo Pastur - Abogado
- Lucy Tovar - Marlene
- Blanca Torres - Rosario Guerra
- Tere Velázquez
- Alejandro Ruiz
- Raquel Pankowsky - Reclusa

## Equipo de producción
- Historia original y adaptación: Fernanda Villeli, Carmen Daniels
- Tema musical: Me niego
- Intérprete: Juan Diego
- Escenografía: Isabel Cházaro
- Ambientación: Ariel Bianco
- Director de cámaras: Carlos Sánchez Zúñiga
- Director de escena: Raúl Araiza
- Productor: Ernesto Alonso en MCMLXXXIV.

## Premios y nominaciones

### Premios TVyNovelas 1985
| Categoría                 | Nominado(a)      | Resultado |
| ------------------------- | ---------------- | --------- |
| Mejor telenovela          | Ernesto Alonso   | Ganador   |
| Mejor actriz protagónica  | Helena Rojo      | Nominada  |
| Mejor actriz protagónica  | Susana Alexander | Ganadora  |
| Mejor actor protagónico   | Jorge Vargas     | Nominado  |
| Mejor actor protagónico   | Sergio Jiménez   | Ganador   |
| Mejor villano             | Sergio Jiménez   | Ganador   |
| Mejor revelación femenina | Gabriela Ruffo   | Nominada  |
| Mejor dirección           | Raúl Araiza      | Ganador   |

### Premios ACE
| Año  | Categoría               | Nominado       | Resultado |
| ---- | ----------------------- | -------------- | --------- |
| 1986 | Mejor programa escénico | Ernesto Alonso | Ganador   |

- Datos: Q5968290